# Maple Creek
Maple Creek är en småstad (town) i den kanadensiska provinsen Saskatchewans sydvästligaste del. Den grundades 1882 av järnvägsarbetare som arbetade för Canadian Pacific Railway och valde att övervintra i trakten där Maple Creek är placerad idag. 1896 blev den ett samhälle (village) och 30 april 1903 blev Maple Creek town.
Maple Creek breder sig ut över 4,42 kvadratkilometer (km2) stor yta och hade en folkmängd på 2 176 personer vid den nationella folkräkningen 2011.